# Ctenus robustus
Ctenus robustus là một loài nhện trong họ Ctenidae.
Loài này thuộc chi Ctenus. Ctenus robustus được Tord Tamerlan Teodor Thorell miêu tả năm 1897.